# 21 Things I Want in a Lover
«21 Things I Want in a Lover» (en español "21 Cosas que Quiero de un Amante") es una canción de la cantante canadiense Alanis Morissette, escrita y producida por ella misma para su quinto álbum de estudio Under Rug Swept de 2002. Fue escogida como el cuarto sencillo del álbum y solo fue publicado en Brasil. La canción cuenta con la participación del guitarrista Dean DeLeo de Stone Temple Pilots.

## Tema
Morissette dice que en una parte de la canción está bromeando mientras en otra habla "muy en serio". Según ella, la canción no menciona todas las cualidades que desea en un amante, ella dijo que había "como 673 cosas" en su lista, y que "tiene que ser actualizada después de cada individuo"

## Lanzamiento
El sencillo fue lanzado para la radio brasileña como el tercer sencillo de Under Rug Swept. El vídeo musical para la canción cuenta con clips del DVD Feast on Scraps, algunos de ellos son de la interpretación de la canción en el Ahoy de Rottherdam, Países Bajos el 13 de agosto de 2002. El vídeo se estrenó en MTV Brasil el 20 de noviembre.